# Milceni

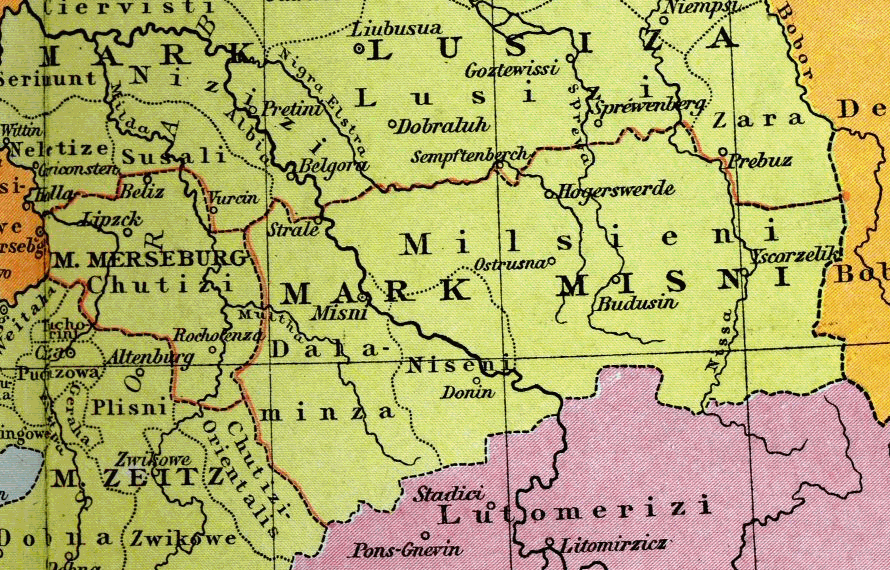
Terre Milsieni della marca di Meißen, Gustav Droysen, 1886

I Milceni o Milzeni (ceco: Milčané; tedesco: Milzener; polacco: Milczanie) furono una tribù slava occidentale, insediatasi nell'odierna Alta Lusazia. Sono stati citati la prima volta a metà del IX secolo dal geografo bavarese, il quale scrisse di 30 civitates che erano forse fortificate. Furono gradualmente conquistati dai tedeschi nel X secolo. Gli odierni discendenti dei Milceni sono i Sorbi che abitano in Sassonia, in Germania.

## Storia
I Milceni si spostarono in Alta Lusazia nel VII secolo, durante il periodo delle migrazioni. I confini precisi del loro insediamento sono tuttora in discussione. Generalmente si suppone che la loro terra avesse un fertile suolo di löss, e una dimensione di circa 50 km da est ad ovest, e 20 km da nord a sud. Il confine settentrionale si trovava in una zona paludosa e parzialmente non fertile, mentre il confine meridionale formava parte del Lausitzer Bergland. Le colline di Burkau nei pressi di Kamenz formavano un confine naturale nella parte occidentale del territorio milceno, mentre ad est il loro terreno confinava con quello dei Besunzani. Tra i confini della tribù c'erano anche il fiume Pulsnitz ad ovest ed il Kwisa ad est.
Il castello di Ortenburg a Bautzen è costruito sulle fortificazioni originariamente costruite dai Milceni. Carlo il Giovane sconfisse i Milceni bruciandone la fortezza nell'806. Enrico l'Uccellatore, re dei Germani, sconfisse la tribù slava nel 932, e ne chiese la conversione al Cristianesimo, anche se ebbe un successo parziale. L'imperatore Ottone I sconfisse i Lusaziani nel 963 e li unì al regno del margravio Gero I, poi dei margravi di Lusazia. I Milceni furono infine sottomessi dal margravio Eccardo I di Meißen attorno al 990, ed il loro territorio fu incorporato nel Sacro Romano Impero. I Milceni furono infine gradualmente germanizzati o fusi con i Lusaziani della Bassa Lusazia, formando un unico gruppo etnico di Sorbi.
Durante i secoli tra il X ed il XII, la regione di Bautzen fu nota nelle fonti scritte (come ad esempio da Tietmaro di Merseburgo) come Gau Milsca, seguito da Land Budissin. In polacco, l'Alta Lusazia fu nota come Milsko fino al XV secolo. I Milceni vengono citati nella Chanson de Roland del XII secolo.